# Powiat Mielnik
Powiat Mielnik (czes. Okres Mělník) – powiat w Czechach, w kraju środkowoczeskim.
Jego siedziba znajduje się w mieście Mielnik. Powierzchnia powiatu wynosi 712,4 km², zamieszkuje go 95 315 osób (gęstość zaludnienia wynosi 133,87 mieszkańców na 1 km²). Powiat ten liczy 70 miejscowości, w tym 6 miast.
Od 1 stycznia 2003 powiaty nie są już jednostką podziału administracyjnego Czech. Podział na powiaty zachowały jednak sądy, policja i niektóre inne urzędy państwowe. Został on również zachowany dla celów statystycznych.

## Struktura powierzchni
Według danych z 31 grudnia 2003 powiat ma obszar 712,4 km², w tym:
- użytki rolne – 65,90%, w tym 89,15% gruntów ornych
- inne – 34,1%, w tym 57,10% lasów
- liczba gospodarstw rolnych: 547

## Demografia
Dane z 31 grudnia 2003:
| Opis        | Ogółem | Kobiety      | Mężczyźni    |
| ----------- | ------ | ------------ | ------------ |
| populacja   | 95 315 | 48673 51,07% | 46642 48,93% |
| średni wiek | 38,5   | 40,69        | 37,71        |

- gęstość zaludnienia: 133,87 mieszk./km²
- 62,04% ludności powiatu mieszka w miastach.

## Zatrudnienie
| Mieszkańcy ze stałym zatrudnieniem | 16 239       |
| Średnia pensja miesięczna          | 16 375 koron |
| Bezrobotni                         | 4400         |
| Stopa bezrobocia                   | 8,66%        |

## Szkolnictwo
W powiecie Mielnik działają:
| Rodzaj szkoły                   | Liczba szkół |
| ------------------------------- | ------------ |
| Przedszkola                     | 46           |
| Szkoły podstawowe               | 45           |
| Gimnazja                        | 3            |
| Szkoły średnie techniczne       | 8            |
| Szkoły średnie ogólnokształcące | 4            |
| Szkoły wyższe                   | 1            |

## Służba zdrowia

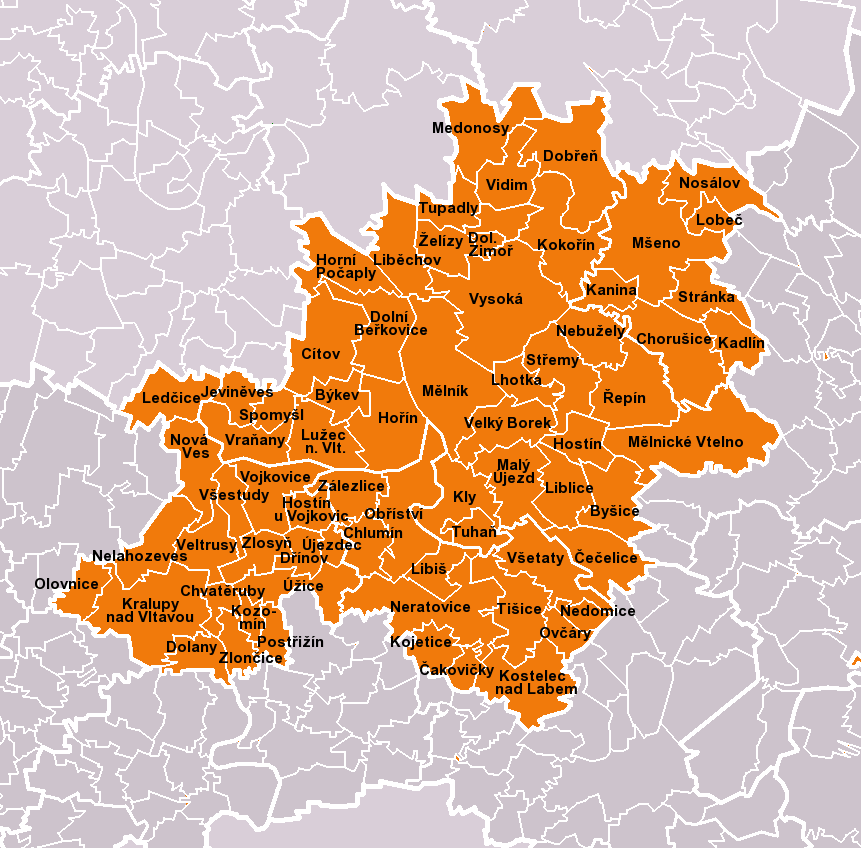
Powiat Mělník

| Lekarze                               | 282 |
| Szpitale                              | 2   |
| Specjalistyczne ośrodki terapeutyczne | 1   |
| Gabinety dentystyczne                 | 34  |
| Apteki                                | 14  |